# 路卡的夏天
是一部2021年美國3D電腦動畫奇幻喜劇片，由皮克斯動畫工作室製作，並由迪士尼平台發行負責流媒體發行，華特迪士尼工作室電影負責院線發行。該片由恩里科·卡薩羅薩執導，麥克·瓊斯和傑西·安德魯斯共同撰寫劇本。主要配音員包括雅各·特倫布雷、傑克·狄倫·葛雷瑟、艾瑪·伯曼、瑪雅·魯道夫、馬可·巴里切利和吉姆·加菲根。故事的舞台設定於西元1959年的義大利濱海港口城鎮，描述居住在附近海域的海怪男孩路卡偽裝成人類探索陸地世界，為了實現夢想與當地居民建立的羈絆和經歷的各類事件。
《路卡的夏天》在美國於2021年6月18日在Disney+上線。電影發行後獲得普遍正面的評價，影評家們主要稱讚視覺效果、配音和懷舊感，該片還成為2021年觀看次數最多的流媒體電影，觀看時長超過106億分鐘。電影入圍第94屆奧斯卡金像獎最佳動畫電影獎、第79屆金球獎最佳動畫奬、第49屆安妮獎八項獎項提名，但在前兩項獎項競爭由迪士尼出品的《魔法滿屋》取勝。作品後來在2021年11月12日於Disney+發行片長9分鐘的延伸動畫短片《艾伯托的新生活》。

## 劇情
在義大利海港城鎮羅梭港（Portorosso）附近的海域，棲息著一群包含路卡·帕古洛（Luca  Paguro）在內的海怪族群，他們可擬態成人類的模樣在陸地活動，但只要一接觸到水，就會原形畢露。1959年的夏天，路卡在羅梭港的海域放牧著鬚鯛，他的父母羅倫佐和丹尼耶拉指稱人類可能會為了捕獵食物傷害他，禁止路卡在陸地現身活動。某日路卡認識了獨居在陸地的海怪男孩艾伯托·史柯法諾，艾伯托勉勵路卡勇於嘗試在海洋以外的區域進行探索，同時向他展示海怪可在保持乾燥的同時維持人類型態、接觸到水則會現出原形的特性，帶著他前往自己位於馬雷島（Isola del Mare）、方便騎乘一輛脆弱的偉士牌摩托車的藏身處。
路卡的父母發現兒子探索陸地的舉動，決定安排路卡跟著安哥伯父居住在深海區域，路卡為了抵抗父母的安排，跟著艾伯托逃往他的藏身處尋找真正的偉士牌摩托車，準備展開環遊世界的旅程。兩者共乘機車期間，因為違規超過當地惡霸兼五度蟬聯羅梭港兒童組鐵人三項冠軍的艾柯雷·維斯康提及後者的兩名朋友奇奇歐和貴多的身旁，導致路卡險些被艾柯雷壓在噴泉底下，此時一名路過的女孩茱莉亞·馬柯瓦多幫助他們脫逃，兩者才化險為夷。路卡和艾伯托為了贏得添購偉士牌機車的獎金，與茱莉亞組成隊伍參加含括游泳、義大利麵大胃王比賽、騎乘腳踏車項目的鐵人三項競賽，雖然路卡和艾伯托深諳水性，但礙於不能顯現他們的真面目，路卡和艾伯托決定參加義大利麵大胃王比賽和腳踏車競賽，讓茱莉亞參加游泳競賽。獲知此事的艾柯雷為了保持個人記錄，發誓要擊敗三者。
路卡和艾伯托進行比賽訓練的過程中，和茱莉亞天生罹患海豹肢症、僅有左手的父親馬西莫建立友好關係，路卡的父母則為了尋找兒子的下落抵達陸地世界。另一方面，茱莉亞教導路卡有關學校的事情，激發了路卡和茱莉亞對學習（尤其是天文學）的深度熱忱，卻讓艾伯托開始忌妒兩者的密切關係。當路卡開始忽略艾伯托的建議、決定改變原先環遊世界的計畫為前往學校進修時，路卡和艾伯托首次發生了爭執，艾伯托出於賭氣，故意在茱莉亞的面前顯現他作為海怪的真實型態，不願就此死心的路卡假裝尖叫指向變回原型的艾伯托，令深感遭背叛和心碎的艾伯托決定返回自己的藏身處，憤怒地將包含自己和路卡騎乘偉士牌機車的繪圖等物件全數拋棄。稍後茱莉亞因為將一杯水潑灑在路卡的身上，發現了路卡其實是海怪的真相，顧及路卡的安全遂將他送離此處。
路卡嘗試著和艾伯托和解的過程中，獲知後者在很久之前忽然被父親拋棄的往事，艾伯托認為一切的肇因皆出於自己身上，稱自己不配擁有友誼，拒絕和他合作。路卡為了導正事情的走向，設下贏得偉士牌機車的目標。經歷數次意外事故後，路卡因為在參與騎乘腳踏車比賽的期間遭遇天氣驟變成雨天的突發情況，為了躲雨而領先在其他參賽者的前方，當艾伯托撐傘抵達現場觀賽的時候，艾柯雷故意踢了艾伯托一腳，造成艾伯托不慎淋到雨水而原形畢露，與此同時路卡為了挺身保護艾伯托，不惜冒雨露出原型和試圖解決他們賺取獎金的艾柯雷對峙，偕同艾伯托逃跑。茱莉亞為了幫助路卡和艾伯托，騎著她的腳踏車撞向艾柯雷的腳踏車，受到部分皮肉傷，令目擊此景的路卡和艾伯托立刻折返幫助茱莉亞，挺身站在艾柯雷的面前。此時馬西莫現身維護路卡和艾伯托，還指出兩者方才已經通過了終點線和贏得此次競賽，包含路卡的父母在內、其他在場的海怪們紛紛現出原形，全城鎮的居民沉浸在歡樂的氛圍中。隨後奇奇歐和貴多因為對艾柯雷欺壓他們的行為積怨已久，將拒絕接受這般事情轉折的艾柯雷扔進噴泉裡、指責艾柯雷長期以來欺辱他們的行為，聲明不再和他有所往來。
路卡和艾伯托如願買下了夢寐以求的偉士牌機車，然而艾伯托隨即將機車轉賣，用這筆資金購得火車票交給路卡，讓路卡和茱莉亞前往熱那亞的學校求學，事後路卡和茱莉亞與前來送行的親友們允諾保持連繫，兩者搭乘通往熱那亞的火車離開羅梭港。路卡在求學期間認識了茱莉亞的母親，顯露他的海怪型態跟著茱莉亞透過電視轉播觀看阿波羅11號登陸月球。與此同時，馬西莫收養了艾伯托，讓艾伯托能夠和路卡的家庭共同過著和平的生活。
片尾彩蛋中，安哥伯父向一尾流浪的鬚鯛交談，想著路卡會在深海過著如何美好的生活。

## 配音員
| 配音             | 配音                                                | 配音 | 配音 | 配音       | 角色                                  |
| 美國             | 台灣                                                | 香港 | 中國大陸 | 日本       | 角色                                  |
| ---------------- | --------------------------------------------------- | --- | --- | ---------- | ------------------------------------- |
| 雅各·特倫布雷    | 于昊正                                              | 陳晞爾                                                                                                   | 张紫来 | 阿部カノン | 路卡·帕古洛（Luca Paguro）            |
| 傑克·狄倫·葛雷瑟 | 張宇豪                                              | 馮天睿                                                                                                   | 李兰陵 | 池田優斗   | 艾伯托·史柯法諾（Alberto Scorfano）   |
| 艾瑪·伯曼        | 賴嫣兒                                              | 李芯怡                                                                                                   | 郭婧怡 | 福島香香   | 茱莉亞·馬柯瓦多（Giulia Marcovaldo）  |
| 薩維里奧·雷蒙多  | 鈕凱暘                                              | 張預東                                                                                                   | 曹旭鹏 | 浪川大辅   | 艾柯雷·維斯康提（Ercole Visconti）    |
| 瑪雅·魯道夫      | 汪世瑋                                              | 陳安瑩                                                                                                   | 刘芊含 | 高乃麗     | 丹尼耶拉·帕古洛（Daniela Paguro）     |
| 馬可·巴里切利    | 王希華                                              | 高翰文                                                                                                   | 汤水雨 | 乃村健次   | 馬西莫·馬柯瓦多（Massimo Marcovaldo） |
| 吉姆·加菲根      | 宋克軍                                              | 葉振聲                                                                                                   | 张磊 | 磯部勉     | 羅倫佐·帕古洛（Lorenzo Paguro）       |
| 彼得·索恩        | 徐偉翔                                              | 黎景全                                                                                                   | 帽帽 | 落合福嗣   | 奇奇歐（Ciccio）                      |
| 羅倫佐·克里西    | 張至超                                              | 陳振聲                                                                                                   | 瞳音 | 山田寛人   | 貴多（Guido）                         |
| 瑪琳娜·瑪西羅妮  | 孫若薇                                              | 許盈 | 谷放冰 | 折笠愛     | 馬西格利斯太太（Mrs. Marsigliese）    |
| 珊迪·馬汀        | 王華怡                                              | 譚錦萌                                                                                                   | 伍凤春 | 青木和代   | 帕古洛婆婆（Grandma Paguro）          |
| 薩夏·拜倫·柯恩   | 林谷珍                                              | 黃文偉                                                                                                   | 藤新 | 落合弘治   | 安哥伯父（Uncle Ugo）                 |
|                  | 賈文安 高嘉鎂 李勇 姜先誠 薛晴 孫語彤 吳宇鳴 張晰朝 | 李家輝 蔡忠衛 葉嘉敏 馬慧琪 莊巧兒 李建良 賈澤麟 麥皓豐 李樂怡 李浩東 何柏霆 關晴僖 關晴知 潘雋翹 李芊柔 | 李楠 张梓墨 尹立泽 谢飞 姜秋再 王语歇 曲昊 芦煦清 张润芊 左涵文 于昕冉 吴沐炎 邵琬翔 王义渊 李希然 嘉静童声艺术团 林帆颖 |            |                                       |

## 电影歌曲
| 曲序 | 曲目           |        | 作曲   | 演唱 |
| ---- | -------------- | ------ | ------ | ---- |
| 1.   | （中文主题曲） | 王雪野 | 王登辉 | 周深 |

## 製作
2020年7月，皮克斯宣佈正在製作一部名為《Luca》的電影。該片由恩里科·卡薩羅薩執導，麥克·瓊斯和傑西·安德魯斯編劇，而安德麗亞·華倫擔任製片人。卡薩羅薩表示該片靈感來自他在熱那亞的童年，並結合了費德里柯·費里尼和宮崎駿的元素。2021年2月，宣佈雅各·特倫布雷、傑克·狄倫·葛雷瑟、艾瑪·伯曼、瑪雅·魯道夫、馬可·巴里切利和吉姆·加菲根加盟配音陣容。

## 發行
《路卡的夏天》由華特迪士尼工作室電影原定於2021年6月18日在美國上映，但由於受到2019冠狀病毒病疫情影響，迪士尼於2021年3月23日宣佈電影取消大部分地區的院線上映。和《靈魂奇遇記》一樣，本電影將在大部分地區直接上線Disney+，而沒有Disney+的地區則保持院線上映計劃，同時Disney+上線時間保持不變。

### 評價
爛番茄根據304條評論，持有91%的新鮮度，平均得分7.3／10，觀眾投票獲得85%的分數，平均得分為4.1／5，該網站的共識評價寫到：「輕快、充斥著富感染力的喜悅，《路卡的夏天》證明皮克斯謹慎行事之餘，仍能吸引各年齡層的觀眾。」 ，本片亦列名該網站2021年度的最佳評價電影第17名兼最佳評價動畫電影第4名。在Metacritic上，電影根據52條評論，獲得71分（滿分100分），代表「普遍好評」。
網際網路電影資料庫評選2021年最佳動畫電影中，《路卡的夏天》排名第2名。

### 票房
中国大陆获得8331.1万人民币，香港取得2392万港币。台灣最後票房揭示為10,527,638元新台幣。
| 上一届： 《無聲絕境II》 | 2021年香港一週票房冠軍 第25-26週 | 下一届： 《黑寡婦》 |

## 奖项
| 年份 | 颁奖机构                   | 奖项                               | 结果 |
| ---- | -------------------------- | ---------------------------------- | ---- |
| 2022 | 第94届奥斯卡金像奖         | 最佳动画片奖《夏日友晴天》         | 提名 |
| 2022 | 2021腾讯音乐由你榜年度盘点 | 年度动漫原声歌曲TOP4《夏日友晴天》 | 獲獎 |

## 相關作品
2021年11月12日，皮克斯在Disney+發行片長9分鐘的動畫短片《艾伯托的新生活》，故事時間點設定在結局過後，補述路卡返回學校上課後，艾伯托為了努力讓一起生活的馬西莫認可他，所延伸的連串事件。